# Low Island, Queensland
Low Island är en ö i Australien. Den ligger i kommunen Cook och delstaten Queensland, omkring 1 500 kilometer nordväst om delstatshuvudstaden Brisbane.